# Lijst van computers van Tulip Computers
Dit is een lijst van computers van Tulip Computers, met daarin nagenoeg alle uitgebrachte modellen desktops en laptops van Tulip Computers.

## Desktopcomputers

### Tulip System-serie
| Model                          | Geïntroduceerd | Vanafprijs excl. BTW | CPU  | RAM    |
| ------------------------------ | -------------- | -------------------- | ---- | ------ |
| Tulip System I en IA           | 1983           | ƒ10.500              | 8086 | 128 KB |
| Tulip System PC Compact        |                |                      | 8088 | 256 KB |
| Tulip System PC Advance/Extend |                |                      | 8086 |        |

### Tulip AT-serie
| Model              | Geïntroduceerd | Vanafprijs excl. BTW | CPU     | RAM    |
| ------------------ | -------------- | -------------------- | ------- | ------ |
| Tulip AT Compact   |                |                      | 80286   | 640 KB |
| Tulip AT 386       | 1987           | ƒ12.990              | 80386   | 2 MB   |
| Tulip AT Compact 2 | 1988           | ƒ6.390               | 80286   | 640 KB |
| Tulip AT 386 SX    | 1989           | ƒ7.490               | 80386SX | 1 MB   |
| Tulip AT 386/25    | 1989           | ƒ13.990              | 80386   | 1 MB   |
| Tulip AT Compact 3 | 1990           | ƒ4.590               | 80286   | 1 MB   |

### Tulip TR-serie
| Model     | Geïntroduceerd | Vanafprijs excl. BTW | CPU      | RAM  |
| --------- | -------------- | -------------------- | -------- | ---- |
| TR386/25  | 1989           | ƒ17.990              | 80386    | 4 MB |
| TR386SX   | 1989           |                      | 80386 SX | 3 MB |
| TR486     | 1989           |                      | 80486    | 4 MB |
| TR486E    | 1990           |                      | 80486    | 8 MB |
| TR486SX/E | 1991           | ƒ17.000              | 80486SX  | 8 MB |

### Tulip Vision Line TR-serie
| Model           | Geïntroduceerd | Vanafprijs excl. BTW | CPU     | RAM  |
| --------------- | -------------- | -------------------- | ------- | ---- |
| TR486SX/e       | 1992           |                      | i486SX  | 8 MB |
| TR486DX/e       | 1992           |                      | i486DX  | 8 MB |
| TR486DX/50      | 1992           |                      | i486DX  | 8 MB |
| TR486DX/66      | 1992           | ƒ9.500               | i486DX  |      |
| TR486DX4 33/100 | 1994           |                      | i486DX4 | 4 MB |

### Tulip Vision Line DC-serie
| Model           | Geïntroduceerd | Vanafprijs excl. BTW | CPU     | RAM  |
| --------------- | -------------- | -------------------- | ------- | ---- |
| DC386SX         | 1990           |                      | 80386SX | 2 MB |
| DC286           | 1991           |                      | 80286   | 1 MB |
| DC Compact      | 1992           |                      | i386SX  | 1 MB |
| DC486SX         | 1992           | ƒ4.550               | i486SX  | 4 MB |
| DC386SX upgrade | 1992           | ƒ2.500               | 80386SX | 4 MB |

### Tulip Vision Line DT-serie[4]
| Model           | Geïntroduceerd | Vanafprijs excl. BTW | CPU     | RAM  |
| --------------- | -------------- | -------------------- | ------- | ---- |
| DT386SX         | 1990           |                      | 386SX   | 4 MB |
| Tulip Vision 1  | 1991           | ƒ10.000              | 80386SX | 4 MB |
| DT486SX/e       | 1992           | ƒ10.000              | i386SX  | 1 MB |
| DT486DX/e       | 1992           | ƒ13.000              | i486SX  | 4 MB |
| DT486DX/50      | 1992           |                      | 486DX-2 |      |
| DT486SX         | 1992           | ƒ5.350               | i486SX  | 4 MB |
| DT386SX upgrade | 1992           | ƒ3.000               | 386SX   | 4 MB |

### Tulip Vision Line DE-serie
| Model         | Geïntroduceerd | Vanafprijs excl. BTW | CPU      | RAM  |
| ------------- | -------------- | -------------------- | -------- | ---- |
| DE486SX/e     | 1992           | ƒ12.000              | i486SX   | 4 MB |
| DE486DX/e     | 1992           | ƒ15.000              | i486DX   | 8 MB |
| DE486DX/50    | 1992           |                      | i486DX-2 | 4 MB |
| 486DX/66      | 1992           | ƒ8.500               | i486DX   | 4 MB |
| 486DX4 33/100 | 1994           | ƒ15.000              | i486DX4  | 4 MB |

### Tulip Workstation-serie
| Model           | Geïntroduceerd | Vanafprijs excl. BTW | CPU     | RAM  |
| --------------- | -------------- | -------------------- | ------- | ---- |
| WS386SX         | 1990           | ƒ5.490               | 80386SX | 2 MB |
| WS286           | 1991           |                      | 80286   | 1 MB |
| WS386SX         | 1991           |                      | 80386SX | 2 MB |
| WS Compact      | 1992           | ƒ3.500               | 80386SX | 1 MB |
| WS386SX upgrade | 1992           | ƒ1.800               | 80386SX | 2 MB |

### Tulip Impression Line-serie[6]

#### Compact
| Model       | Geïntroduceerd | Vanafprijs excl. BTW | CPU     | RAM |
| ----------- | -------------- | -------------------- | ------- | --- |
| 486SX/25    |                |                      | 486SX   |     |
| 486DX-2/50  |                |                      | 486DX-2 |     |
| 486DX-4/100 |                |                      | 486DX-2 |     |

#### Extend
| Model       | Geïntroduceerd | Vanafprijs excl. BTW | CPU     | RAM |
| ----------- | -------------- | -------------------- | ------- | --- |
| 486SX-2/50  |                |                      | 486SX-2 |     |
| 486DX-2/50  |                |                      | 486DX-2 |     |
| 486DX-2/100 |                |                      | 486DX-2 |     |

#### Comfort
| Model           | Geïntroduceerd | Vanafprijs excl. BTW | CPU    | RAM |
| --------------- | -------------- | -------------------- | ------ | --- |
| 486dx-2/66      |                |                      | i486SX |     |
| 486DX-4/100 MHz |                |                      | i486DX |     |

## Laptopcomputers

### Tulip PowerBook-serie
| Model      | Geïntroduceerd | Vanafprijs excl. BTW | CPU     | RAM  |
| ---------- | -------------- | -------------------- | ------- | ---- |
| CeBit      | 1992           |                      | i386SL  | 2 MB |
| PB386SL    | 1993           | ƒ3.400               | i386SL  | 2 MB |
| NB486SX-33 | 1993           | ƒ6.200               | 486SX   | 4 MB |
| NB486SX-25 | 1993           | ƒ4.100               | i486SX  | 2 MB |
| PB486SL    | 1993           | ƒ4.100               | i486SX- | 4 MB |

### Tulip Motion Line-serie
| Model                         | Geïntroduceerd | Vanafprijs excl. BTW | CPU                                      | RAM |
| ----------------------------- | -------------- | -------------------- | ---------------------------------------- | --- |
| Motion Line ML                |                |                      | Pentium 75, 90, 100 of 120 MHz           |     |
| Motion Line ML/SB (Smart Bay) |                |                      | Pentium 100, 120 of 133 MHz              |     |
| Motion Line Ml/DB (Dual Bay)  |                |                      | Pentium 70, 90, 100, 120, 133 of 150 MHz |     |